# Kruščica (Arilje)
Kruščica es un pueblo ubicado en la municipalidad de Arilje, en el distrito de Zlatibor, Serbia.

## Superficie
Posee una superficie de 25,14 kilómetros cuadrados.

## Demografía
Hasta 2011 la población era de 360 habitantes, con una densidad de población de 14,32 habitantes por kilómetro cuadrado.